# پاپ ژان هفتم
پاپ ژان هفتم (به انگلیسی: John VII)(تولد :۶۵۰ - درگذشت :۱۸ اکتبر ۷۰۷) یکی از پاپ‌های کلیسای کاتولیک رم بود که در یونان به دنیا آمد و از ۷۰۵ تا ۷۰۷ میلادی پاپ بود